# إحسان خان ناخيتشيفانسكي
إحسان خان كينجيرلي (الأذرية: إحسان خان کنگرلی)، عُرف فيما بعد باسمه الروسي إحسان خان ناخيتشيفانسكي (الروسية: Эхсан Хан Нахичеванский، الأذرية: إحسان خان ناخچیوانسکی؛ 1789–1846) كان آخر حاكم لخانية نخجوان.

## السيرة
ينحدر إحسان خان من قبيلة كنجارلو [الإنجليزية]
 التركية، وكان الابن الأصغر لكلب علي خان كنجارلو [الإنجليزية]
، حاكم خانية نخجوان، الذي أعماه آغا محمد خان قاجار.
في شبابه، كان إحسان خان في الخدمة الفارسية وشارك لاحقًا في الحرب العثمانية الفارسية. خلال الحرب الروسية الفارسية 1826-1828، عيّن عباس ميرزا إحسان خان قائدًا لقلعة عباس آباد. بعد أن حاصر الروس القلعة، قام إحسان خان بالترتيب سرًّا لفتح أبواب القلعة للقائد الروسي إيفان باسكيفيتش.